# Hippoliet Lippensplein
Het Hippoliet Lippensplein is een plein in het centrum van Gent. Het plein ligt op het kruispunt van de Vlaanderenstraat, de Brabantdam, de Lange Boomgaardstraat en de Kuiperskaai.

## Geschiedenis
Het plein is ontstaan in 1883-1885 bij het uitwerken van het Zollikofer - De Vigneplan, namelijk de aanleg van de Vlaanderenstraat om het Zuidstation met het stadscentrum te verbinden. Het werd in 1918 vernoemd naar de voormalige burgemeester Hippolyte Lippens.
In 2017 werd hier een van de knips (verkeersfilters) tussen de sectoren van het circulatieplan Gent aangelegd, met kortetermijnmaatregelen.  In augustus 2023 kreeg het pleintje rond deze verkeersfilter een definitieve aanleg.

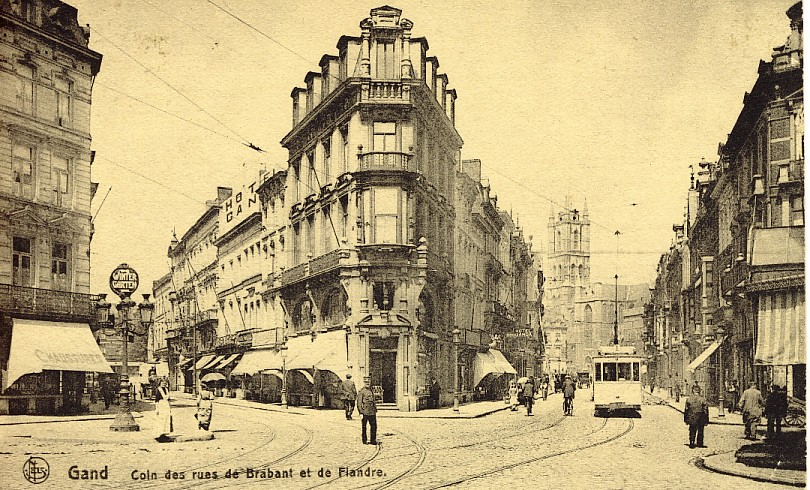
Hippoliet Lippensplein bij het begin van de 20e eeuw
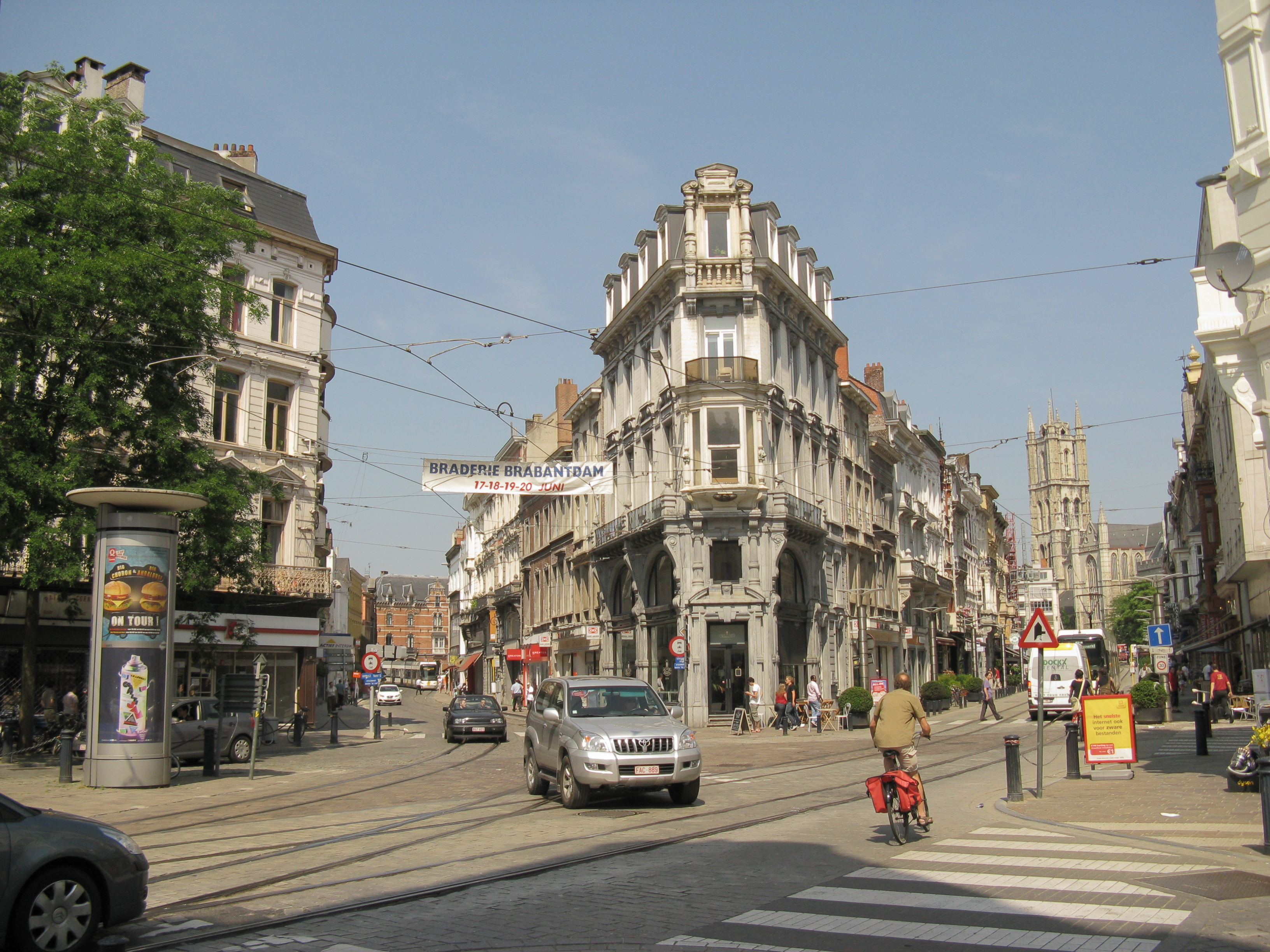
Hippoliet Lippensplein in 2010, toen auto's nog tussen de twee pleinhelften konden rijden
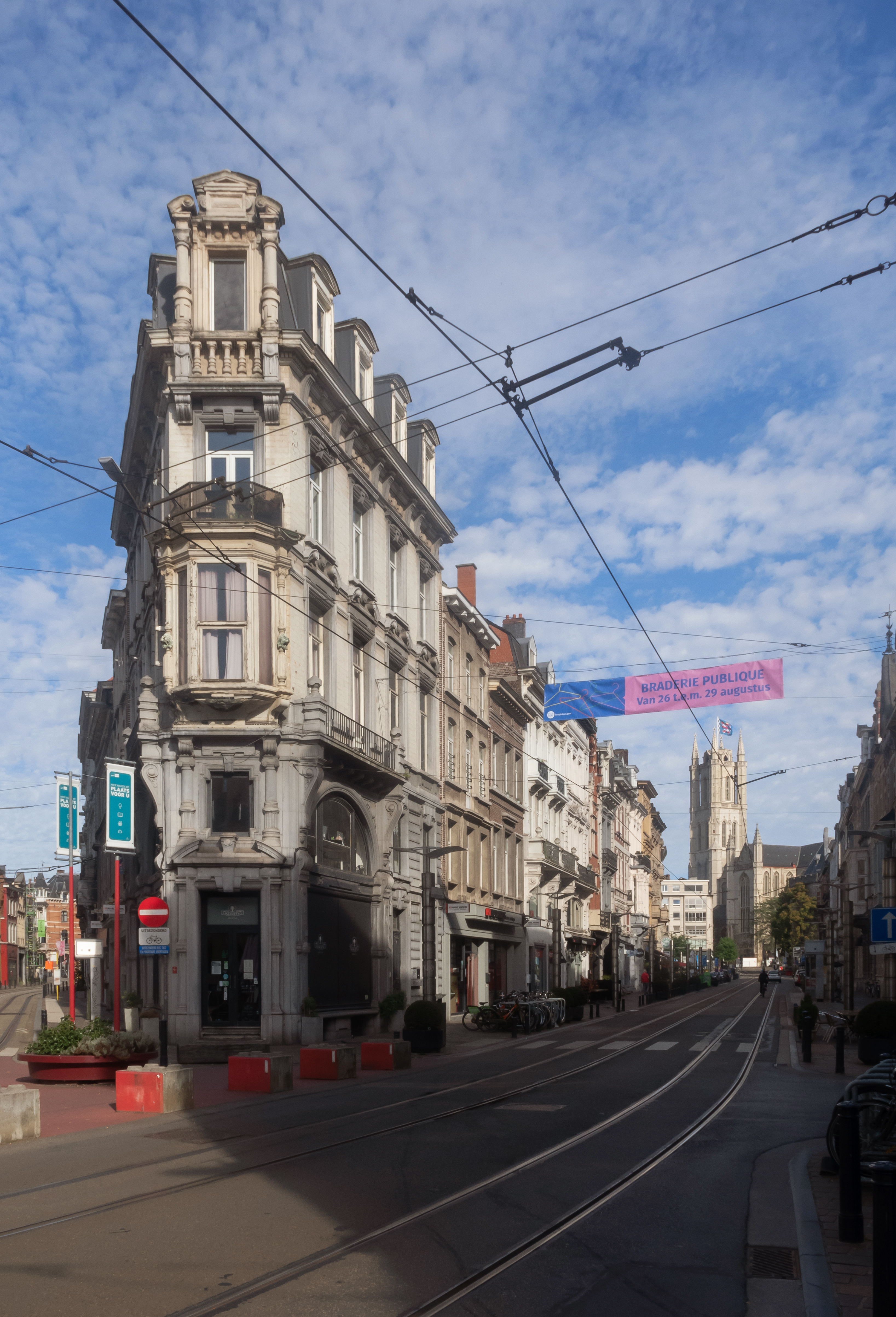
Hippoliet Lippensplein in 2021
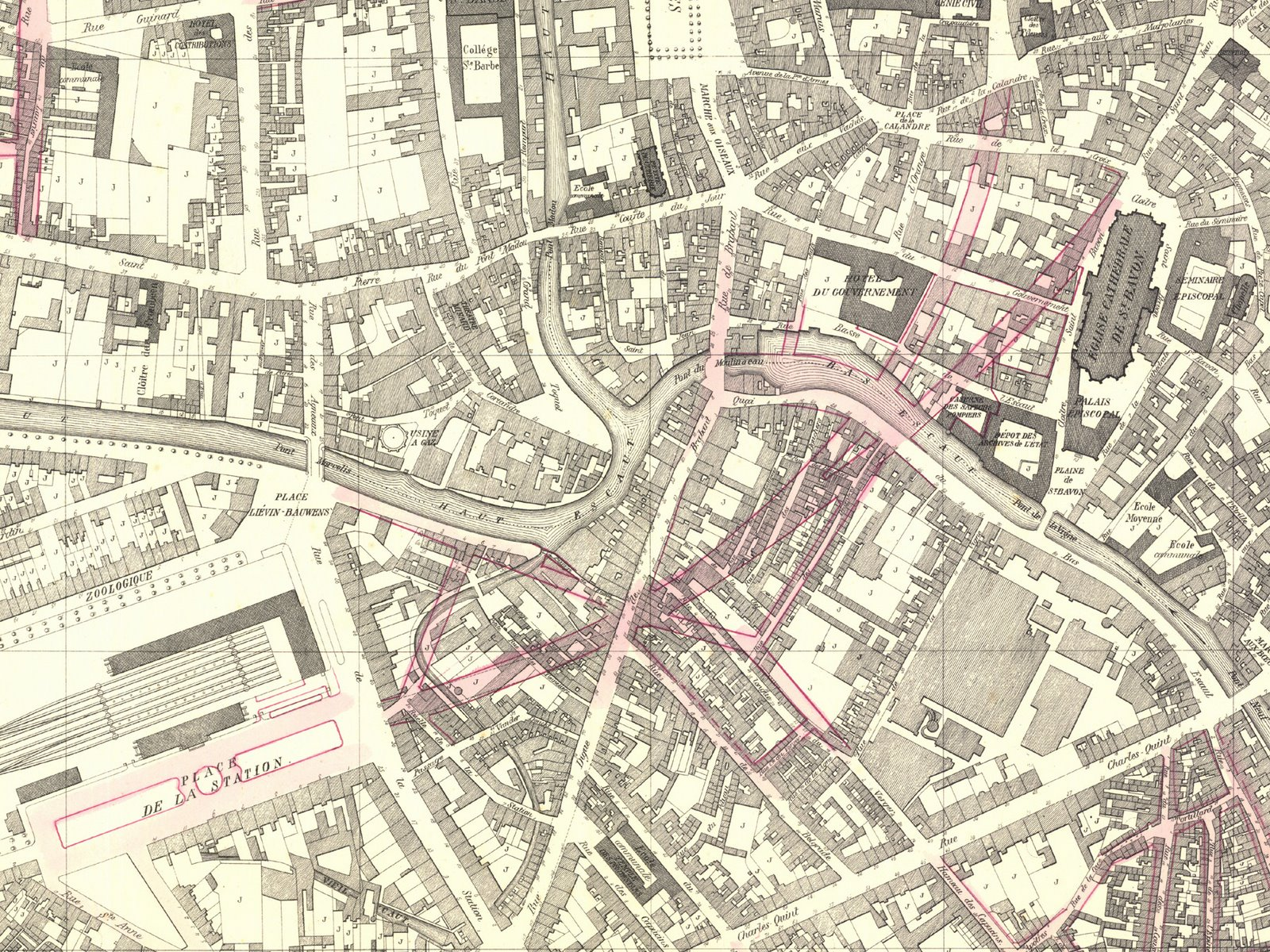
Kaart van het Zollikofer - De Vigneplan, waardoor het plein ontstond.